# Станица Анџиста
Станица Анџиста (грч. Σταθμός Αγγίστης, Статмос Ангистис) је насељено место у општини Зиљахово у периферији Средишња Македонија, Грчка. Према попису из 2021. године било је 107 становника.
Село је смештено поред железничке станице Анџиста и први пут се помиње на попису из 1920. године са 42 житеља. Године 1923. насељено је 396 грчких избеглица и житеља околних села. На попису из 1928. годне Станица Анџиста је имала 627 становника.